# Mīlgrāvis (canal)
Le Mīlgrāvis (de allemand : Mühlen Graben, en français : fossé du moulin) est un canal à Riga en Lettonie.

## Présentation
Le canal Mīlgravis est un cours d'eau s'écoulant du Ķīšezers jusqu'au Daugava.
Le canal Mīlgrāvis a été creusé au XIIIe siècle par les moines du monastère de Daugavgrīva (lv).
Depuis le XIXe siècle, il a été considérablement approfondi et agrandi pour la navigation et la création de quais. 
Depuis le XIXe siècle, le lit du canal a été considérablement élargi et approfondi pour créer un port pratique pour les besoins du port de Riga. 
Une jetée de 1,5 kilomètre et de nombreux entrepôts y ont été construits, auxquels une ligne de chemin de fer a été reliée en 1872.
La longueur totale du canal est de 1,6 km, sa largeur est d'environ 200 mètres et sa profondeur maximale de 9 mètres.
Le canal est traversé par le pont routier de Milgravis construit en 1964 (reliant les rues Mīlgrāvja iela et Jaunciema gatve) et un pont ferroviaire (Ligne de Zemitāni à Skulte) a été construit en 1933.
Le quartier Mīlgrāvis et ses sections Jaunmilgravis et Vecmilgravis, situés sur les rives du canal, respectivement au sud et au nord, portent également le nom du canal.

## Galerie

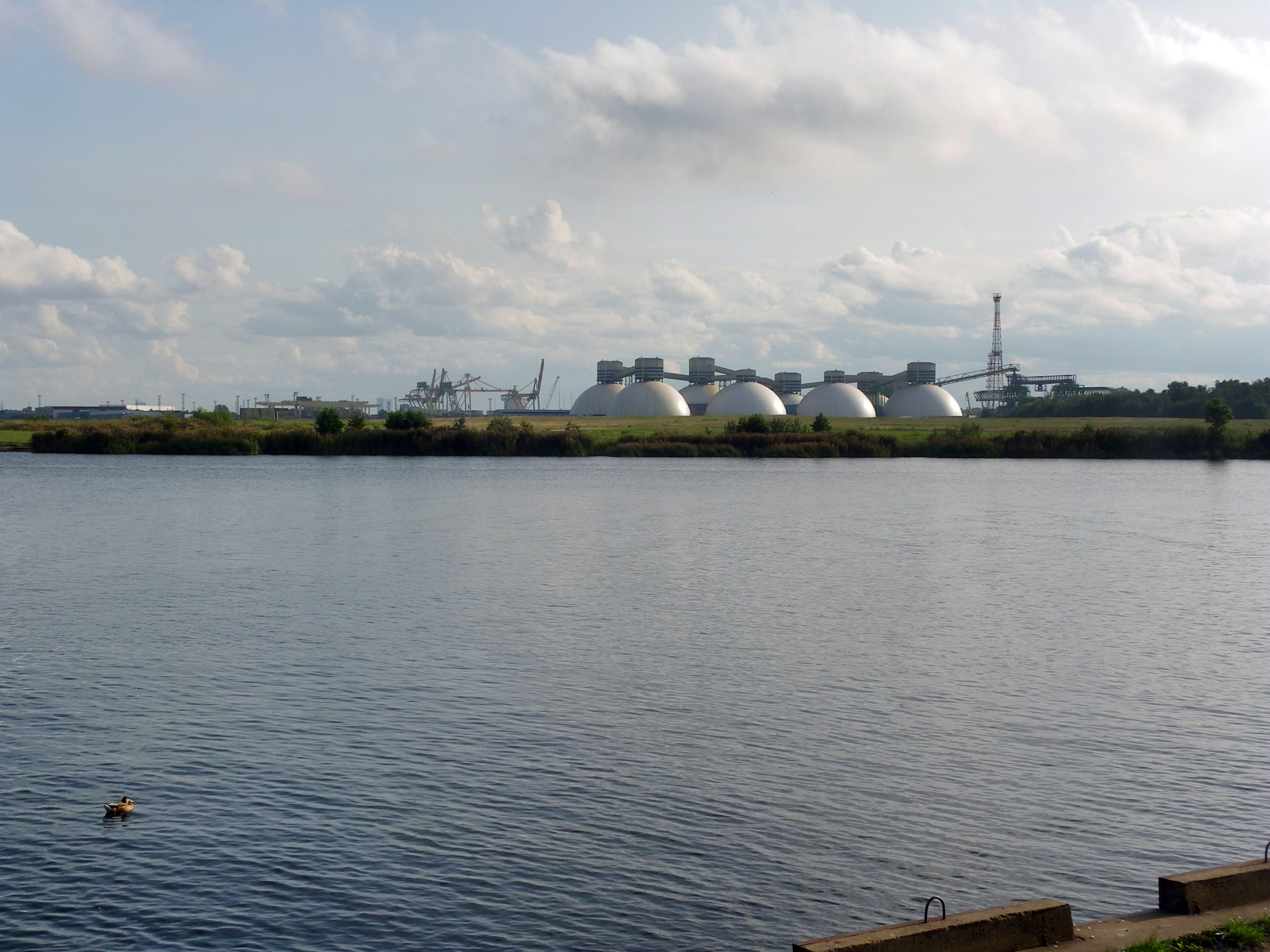
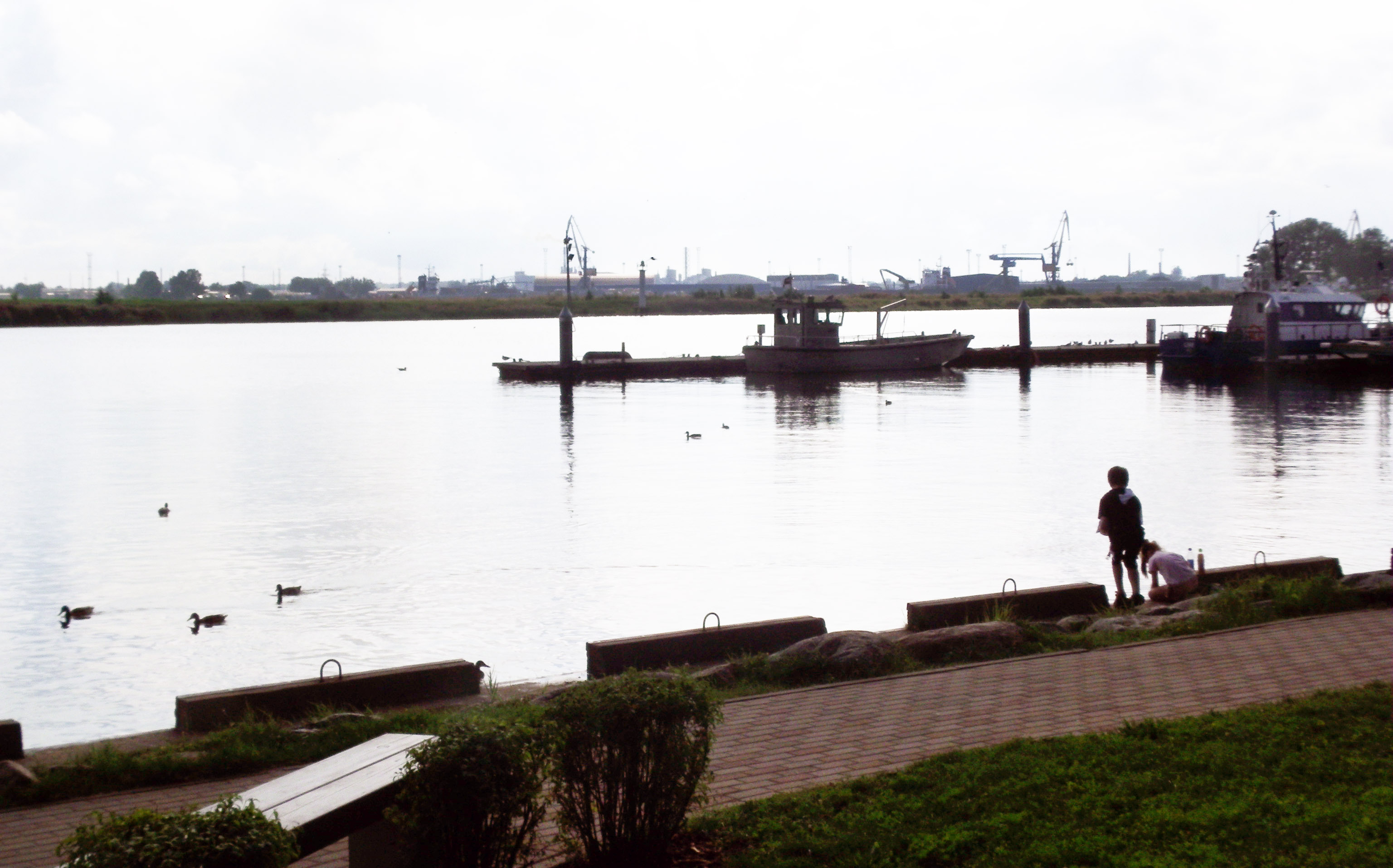
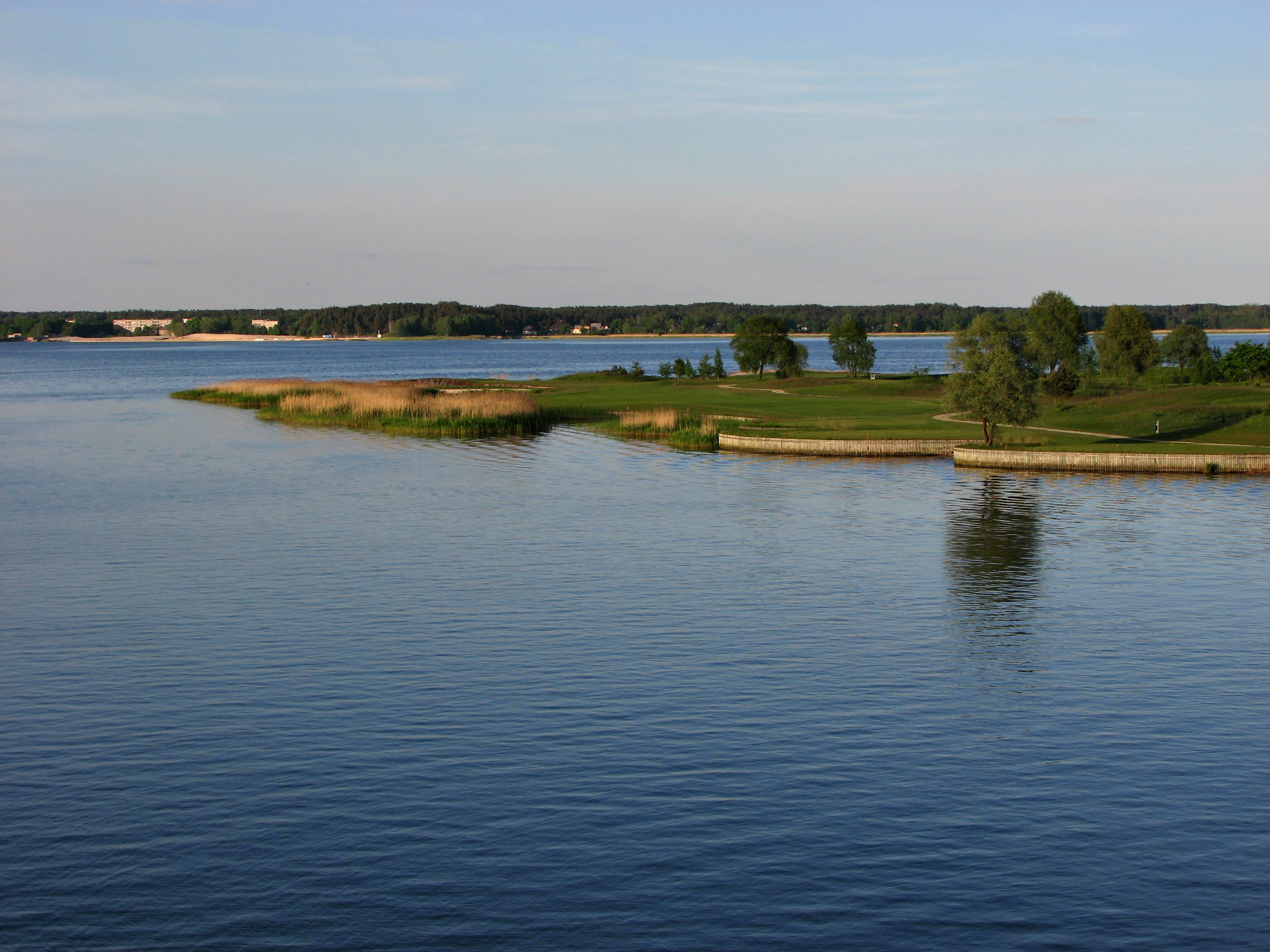